# Petr Šiška
Petr Šiška (født 4. maj 1965 i Třinec) er en tjekkisk tv-studievært, musiker og sangskriver.
Šiška er vært på det tjekkiske show Nic Nez Pravda (den tjekkiske version af Sandhedens Time) på den tjekkisk tv-kanal Prima.

## Produktion
Šiška har skrevet sange til tjekkiske sangere, blandt andet: 
- Karel Gott
- Helena Vondráčková Hana Zagorova
- Leona Machálková

## Musiker
Šiška er medlem af rockbandet Legendy se vrací.